# Todsapol Karnplook
Todsapol Karnplook (thailändisch ทศพล การปลูก, * 8. März 1980 in Sisaket) ist ein ehemaliger thailändischer Fußballspieler.

## Karriere
Todsapol Karnplook stand von 2003 bis 2008 beim Thailand Tobacco Monopoly FC unter Vertrag. Wo er vorher gespielt hat, ist unbekannt. Der Verein spielte in der ersten Liga des Landes, der Thai Premier League. 2005 wurde er mit dem Verein thailändischer Fußballmeister. 2009 wechselte er zum Ligakonkurrenten Pattaya United FC nach Pattaya. Nach einem Jahr ging er nach Sisaket, wo er sich dem Erstligisten Sisaket FC anschloss. Hier stand er bis Mitte 2013 unter Vertrag. Die Rückserie 2013 spielte er beim Zweitligisten Phuket FC. Anfang 2014 nahm ihn sein ehemaliger Verein Sisaket FC wieder unter Vertrag. Für Sisaket absolvierte er 2014 acht Erstligaspiele.
Ende 2014 beendete Todsapol Karnplook seine Karriere als Fußballspieler.

## Erfolge
Thailand Tobacco Monopoly FC
- Thailändischer Meister: 2005